# Boterolie

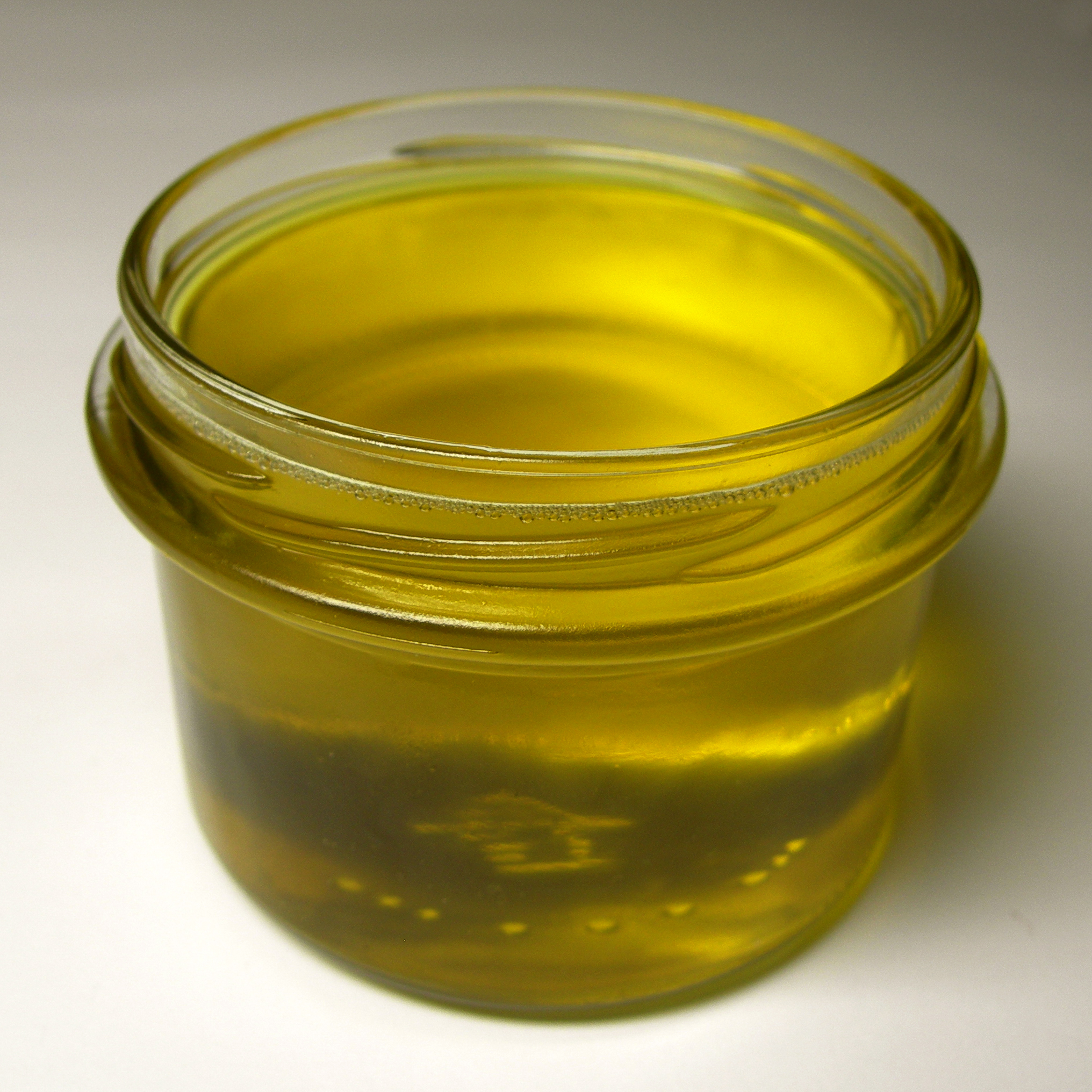
Nog vloeibare verse boterolie.

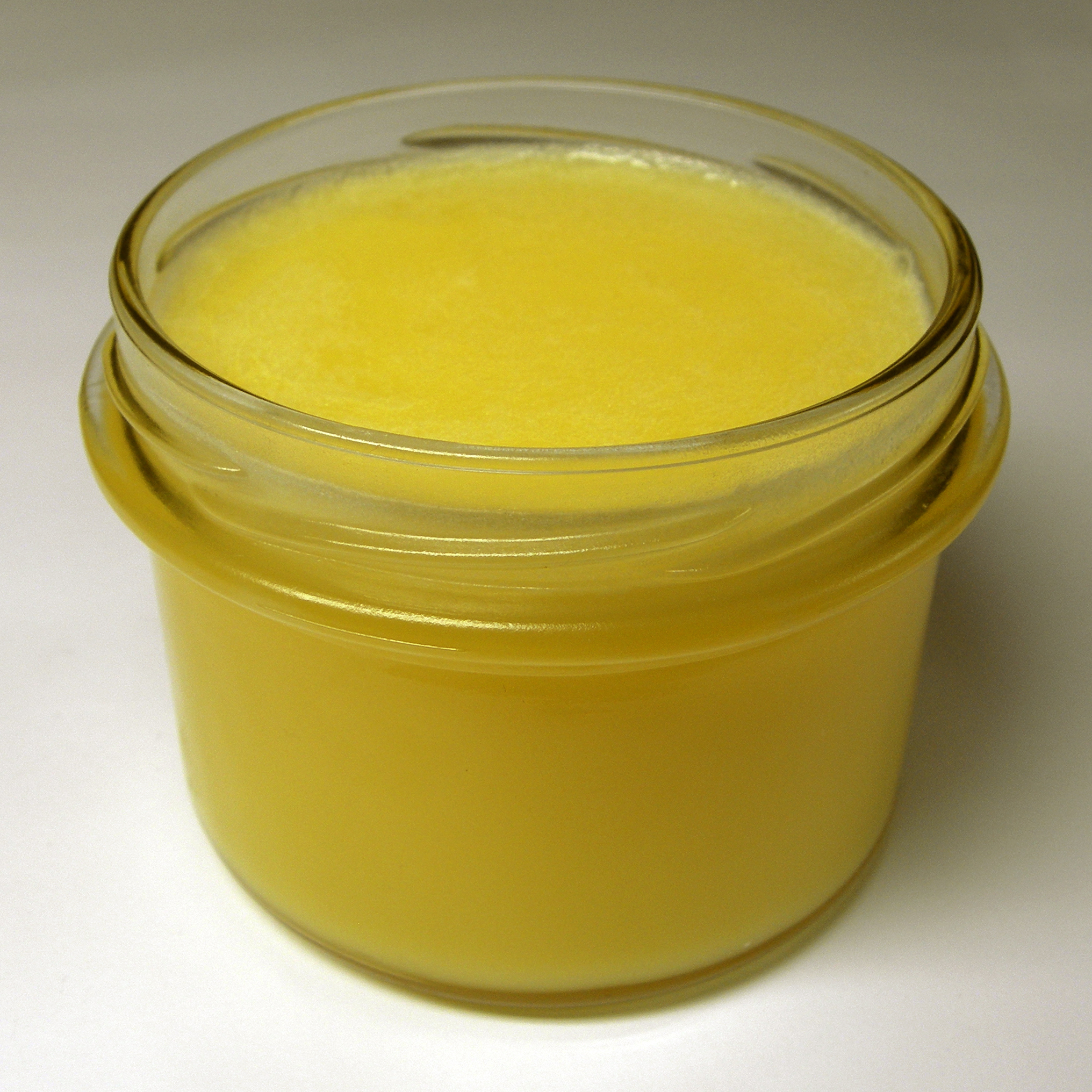
Boterolie op kamertemperatuur.

Boterolie, ook wel botervet of geklaarde boter, is een concentraat van melkvet en bevat vrijwel geen water meer. Boterolie kan worden gemaakt uit room of uit boter. Bij de productie van dagverse melk en kaas blijft room over, die opnieuw als voeding kan worden ingezet. 

## Soorten boterolie
Door de International Dairy Federation wordt onderscheid gemaakt in:
Watervrij melkvetGemaakt van verse boter of room zonder het gebruik van toevoegingen en met minimaal 99,8% melkvet. Traditioneel wordt melkvet in de vorm van boter bewaard. Melkvet is echter veel langer en op een kleiner oppervlak te bewaren, wanneer het water uit het melkvet wordt verwijderd. Bovendien kan men door raffinage van het watervrije melkvet bepaalde eigenschappen verkrijgen, die gunstig zijn voor toepassing in verscheidene producten. Het melkvet bestaat namelijk uit een complexe mix van triglyceriden. Watervrij melkvet is vloeibaar bij temperaturen boven 36°C en daardoor eenvoudig te mengen met andere producten of oliën.
Watervrije boterolieVergelijkbaar met watervrij melkvet, maar van boter of room van latere leeftijd en met eventuele toevoegingen om de vrije vetzuren te neutraliseren.
BoterolieVergelijkbaar met watervrij boterolie, maar met een melkvetgehalte van minimaal 99,3%.

## Toepassing van boterolie
- Boterolie, met een smeltpunt van 30-32°C, wordt gebruikt in de voedingsindustrie voor roomijs, chocolade en door de industriële (banket)bakkerij.
- Gefractioneerde boterolie is er met smeltpunten tussen 5 en 45°C,
  - bijvoorbeeld 5-10°C: bijzonder geapprecieerd omwille van de geprononceerde botersmaak in combinatie met zijn vloeibaarheid bij lage omgevingstemperaturen. Wordt gebruikt bij productie van koelkastsmeerbare boters, kant-en-klare maaltijden, botersauzen, aardappelgerechten (kroketten, puree).
  - bijvoorbeeld 36-38°C of 40-41°C: dankzij zijn specifiek smelttraject en uitstekende plasticiteit en textuur, zijn deze types zeer geschikt voor gelamineerde degen (croissants, viennoiserie, millefeuille).
- Geraffineerde boterolie is neutraal zowel in kleur (=wit) als smaak/geur en wordt gebruikt voor witte kazen.

## Productieproces
Watervrij melkvet kan worden gemaakt van zowel boter als van room. De kwaliteit van watervrij melkvet wordt bepaald door de kwaliteit van de grondstof, niet door de gebruikte methode. Het is dus belangrijk dat de boter of room zijn verkregen uit goede, verse melk, waarin geen sporen van koper aanwezig zijn. 

### Uit boter
Meestal gebruikt men ongezouten boter als grondstof, maar gezouten boter kan ook worden gebruikt. Omdat een emulsie van verse boter moeilijker te scheiden is en de verkregen olie dan lichte troebelingen bevat, wordt bij voorkeur gebruikgemaakt van boter die al minimaal 2 weken is bewaard. 
De boter wordt met behulp van een warmtewisselaar gesmolten en verhit tot 60°C. Na een wachttijd om al het melkvet te smelten en eiwitten te laten aggregeren, wordt met behulp van een centrifuge de waterfase afgescheiden. Het geconcentreerde melkvet bevat na het centrifugeren nog slechts 0,5% water. 
Daarna wordt het melkvet opgewarmd tot 90 à 95°C met behulp van een platen- of buizenwarmtewisselaar en door een vacuümverdamper geleid. Op deze manier wordt een vochtgehalte van maximaal 0,1% verkregen en neemt het zuurstofgehalte in het melkvet sterk af. 
Ten slotte wordt het melkvet teruggekoeld tot de verpakkingstemperatuur van ongeveer 40°C. 

### Uit room
Er wordt begonnen met gepasteuriseerde room met een vetgehalte tussen 35 en 40%. De room wordt met een platenwarmtewisselaar opgewarmd tot circa 60°. Vervolgens wordt de room met een centrifuge voorgeconcentreerd tot een vetgehalte van ongeveer 75%. 
Vervolgens wordt de geconcentreerde room gehomogeniseerd, zodat er een faseomkering plaatsvindt. Door het homogeniseren worden de vetbollen uiteengespleten, waardoor het vet vrij komt en de continue fase vormt. Deze fasenomkeer verloopt vaak beter als men de room van tevoren wast. De room wordt daarbij verdund met water en vervolgens weer gecentrifugeerd. Na de fasenomkeer wordt de gehomogeniseerde room nogmaals gecentrifugeerd, zodat er nog slechts 0,5% water in het melkvet achterblijft. 
Het melkvet wordt tot slot met behulp van een platenwarmtewisselaar opgewarmd tot 95 à 98°C en naar een vacuümverdamper geleid. Op deze manier wordt een vochtgehalte van maximaal 0,1% verkregen en neemt het zuurstofgehalte in het melkvet sterk af. Vervolgens wordt het melkvet teruggeleid naar de platenwisselaar, waar het wordt gekoeld tot de verpakkingstemperatuur van ongeveer 40°C.

## Raffineren
Om bepaalde eigenschappen te verkrijgen, kan de boterolie worden geraffineerd. Dit kan op verschillende manieren plaatsvinden:

### Polijsten
Na de laatste centrifuge wordt 20 tot 30% van de productstroom aan water toegevoegd met dezelfde temperatuur als de boterolie. Na een korte tijd wordt het geheel weer gecentrifugeerd om het water met de daarin aanwezige wateroplosbare onzuiverheden af te scheiden. 

### Fractioneren
Wanneer men melkvet of boterolie wil scheiden in fracties met verschillende smeltpunten, wordt het vet eerst gepolijst en daarna langzaam gekoeld tot een bepaalde temperatuur. De gewenste fractie kristalliseert hierdoor uit en kan met een filter of met een centrifuge worden afgescheiden van de nog vloeibare fractie. 
Men verandert hierdoor echter ook de samenstelling van de boterolie, doordat de in vetoplosbare stoffen als caroteen, vitamine A en D en smaakstoffen zich ophopen in de vloeibare fase. 

### Neutraliseren
Aangezien een hoog gehalte aan vrije vetzuren meer kans geeft op off-flavours, wordt bij de productie van watervrij boterolie en boterolie vaak gebruikgemaakt van natronloog om dit gehalte te verlagen. Na de laatste centrifuge wordt dan een 8 tot 10%-natronloogoplossing met dezelfde temperatuur als het melkvet toegevoegd. Dit geheel wordt goed, maar met beleid gemengd en gedurende 10 seconden met rust gelaten. Vervolgens wordt 20 tot 30% van de productstroom aan heet water toegevoegd en worden de verzeepte vrije vetzuren met behulp van een centrifuge met de waterfase afgescheiden. 

## Verlagen van cholesterolgehalte
Men kan het cholesterolgehalte van boterolie verlagen door het te mixen met beta-cyclodextrine. Dit gemodificeerde zetmeel vormt een neerslag met de cholesterol, waarna deze neerslag kan worden afgescheiden met behulp van een centrifuge.

## Opslag
Om oxidatie van boterolie tegen te gaan wordt het opgeslagen onder stikstof. Boterolie kan, afgesloten van lucht en licht, bij een bewaartemperatuur van 4°C gedurende meerdere maanden worden bewaard.